# Левина, Ревекка Сауловна
Реве́кка Сау́ловна Ле́вина (13 ноября 1899, Жагоры — 18 декабря 1964, Москва) — советский аграрный экономист.

## Биография
В 1918 году вступила в РКП(б).
В 1926 году вместе с семьёй переехала из Саратова в Москву, жила в общежитии Института красной профессуры на Пречистенке, затем неподалёку от Никитских ворот.
Окончила Коммунистический университет имени Я. М. Свердлова и Институт красной профессуры. В 1931—1948 годах была заведующим аграрным сектором Института мирового хозяйства и мировой политики АН СССР, в 1939 году стала членом-корреспондентом Академии наук СССР по отделению общественных наук (экономика). В 1939—1947 годах была заместителем директора института.
В 1948 году была арестована по так называемому «аллилуевскому делу» и исключена из Академии наук (однако «сведений об её исключении из членов АН СССР в Архиве АН СССР не имеется»), в 1954 году была освобождена, в 1955 году восстановлена в звании члена-корреспондента.

### Личная жизнь
- Муж — Лев Наумович Карлик (1898—1975), патофизиолог, доктор медицинских наук.
  - Сын — Михаил Львович Левин (1921—1992), физик-теоретик, доктор физико-математических наук.
  - Сын — Владимир Львович Левин (1938—2012), математик, доктор физико-математических наук.

## Награды
- 10 июня 1945 — орден Трудового Красного Знамени.

## Публикации
- Гольдштейн И. И., Левина Р. С. Германский империализм / ред. и авт. предисл. Е. С. Варга. — Москва: Госполитиздат, 1947. — 478 с.